# ABSOLUTE MIX
『ABSOLUTE MIX』（アブソリュート・ミックス）は、1988年9月21日に発売された、原田真二の5作目のベスト・アルバム。

## 概要
- 帯コピー：先鋭…いつも時代をリードし続けてきた。12インチ「伝説KISS」から「君にもっと近づきたくて」まで、真二のリミックス感覚あふれるダンサブル・ポップ・ワールド。
- 2期にわたって所属していたフォーライフ・レコードからの移籍に伴い、4作目のベスト・アルバム『ABSOLUTE SINGLES』と同時発売。
- この『ABSOLUTE MIX』はジャケット画像が赤色。フォーライフ所属末期に発表された作品のコレクション。
- 通算20作目から24作目（フォーライフ最後）のシングルまでのA面・B面に収録された曲（「WEEKEND RAIN」と「LOVE OPERATOR」は、ロングバージョンで収録）と、フォーライフ最後のオリジナルアルバム『DOING WONDERS』のLPレコード盤と若干異なるCD盤の音源等から構成。
- 「TEEN'S BLUES」はパーティーバージョン、「CANDY」はアカペラ。それぞれ1987年に初リメイクされたシングル（B面）バージョンを収録している。

## 収録曲
- 全作詞・作曲・編曲：原田真二（特記以外）

1. 伝説KISS　（6分19秒）
2. HEAT DANCING　（6分44秒）
3. SUBWAYの夜明け　（3分59秒）
4. 見つめてCARRY ON　（4分35秒）
5. 彼女にアンコール　（4分35秒）
6. SEXUAL SELECTION　（5分29秒）
7. SWEET HEART　（3分19秒）
8. WEEKEND RAIN　（5分41秒）
9. TEEN'S BLUES （PARTY VERSION）　（4分7秒）
  - 作詞：松本隆
10. CANDY　（3分46秒）
  - 作詞：松本隆
11. LOVE OPERATOR　（5分53秒）
12. 君にもっと近づきたくて　（4分43秒）
13. EVERY NIGHT　（5分37秒）